# Anoploderomorpha
Anoploderomorpha es un género de escarabajos longicornios de la tribu Lepturini.

## Especies
- Anoploderomorpha abstrusa Holzschuh, 1989
- Anoploderomorpha carbonaria Holzschuh, 1993
- Anoploderomorpha curta Holzschuh, 2009
- Anoploderomorpha cyanea (Gebler, 1832)
- Anoploderomorpha densepunctata Hayashi & Villiers, 1994
- Anoploderomorpha diplosa Holzschuh, 2003
- Anoploderomorpha excavata (Bates, 1884)
- Anoploderomorpha formosana (Matsushita, 1933)
- Anoploderomorpha izumii (Tamanuki & Mitono, 1939)
- Anoploderomorpha luteovittata (Pic, 1955)
- Anoploderomorpha monticola Nakane, 1955
- Anoploderomorpha rubripennis (Pic, 1927)
- Anoploderomorpha sepulchralis (Fairmaire, 1889)
- Anoploderomorpha tenebraria Holzschuh, 1995
- Anoploderomorpha villigera Holzschuh, 1991